# Маршан, Эшсоу
Эшсоу Даруква-Ипа Маршан (абх. Ешсоу Дарыҟәа-иҧа Маршьан; после 1818, предположительно, Цебельда — 1855, Стамбул) — абхазский князь, сын князя Даруквы Хрипс-Ипа Маршан из Дала и княжны Чачба. Младший брат Шабата Маршана.

## Биография
Младший из детей князя Даруквы Маршан. Ребенком в качестве аталыка воспитывался в семье Заурым-Ипа из села Заурым-кыта. Будучи еще совсем юным, участвовал в налетах своего старшего брата Шабата на русские укрепления. В 1840 году был послан Шабатом к убыхам, дабы те поддержали цабальских абхазов в их борьбе с Россией.
После смерти брата в 1842 году, объявил убийцам кровную месть. В частности, британский вице-консул в Батуми, Гуаррачино пишет: «…около двух недель назад, близ Цебельды было убито несколько русских военных». В конце он также добавляет: «Абхазцами командовал вожак, чей брат был застрелен русскими в Сухум-Кале в прошлом году. С тех пор, как его брат погиб, он скрывался в лесах, дав клятву мстить за него, пока будет жив. Вот уже в течение целого года он со своим отрядом не дает покоя русским гарнизонам на абхазском побережье, и за его голову назначена крупная сумма.».
Российской властью Эшсоу был обвинен в братоубийстве. В частности его обвинили в смерти его старшего брата Баслангура Маршан (на самом деле Баслангур был убит князем Ачба). Князь был вынужден скрываться у своих родичей убыхов. В 1850 году Эшсоу возвращается, он предпринимает атаку на содействующих русским абхазов, в частности вступает в стычку со своим братом Батал-беем.
Эшсоу понимал, что самолично победу не одержать. Он начинает тесно контактировать с Мохаммед-Эмином, наибом имама Шамиля, который поручает юному князю захват Карачая.
В 1853 году содействовал своему родственнику Атей-Ипа Кизил-беку Маршан ( сын князя Маршан из Акапа ), который призывал горные общества Абхазии сплотиться в их борьбе против российских войск.
В 1854 просил своего шурина, сванского князя Дадешкелиани, открыть коридор для пеших горцев, а также содействовать им в их налетах на Мегрелию.
После Крымской войны эмигрировал в Османскую империю, где и скончался.